# Die Bombe (1989)
Die Bombe ist ein US-amerikanischer Fernsehfilm aus dem Jahr 1989. Er thematisiert das Manhattan-Projekt, die geheime Entwicklung der ersten Atombomben durch die Alliierten im Zweiten Weltkrieg. Unter der Regie von Joseph Sargent sind Brian Dennehy in der Rolle des Generals Leslie Groves, David Strathairn als Dr. J. Robert Oppenheimer und Michael Tucker as Dr. Leo Szilard zu sehen.

## Handlung
Der Film wird zunächst aus der Sicht des aus Ungarn emigrierten Leo Szilard erzählt, der aus Europa in die Vereinigten Staaten geflohen ist und dort am Manhattan-Projekt, der Entwicklung einer Atombombe mitwirkt. Er zeigt ferner, wie Wissenschaftler, Militärs und Politiker darüber befinden, ob und wie die neue, verheerende Technologie eingesetzt werden sollte. Der Film endet damit, dass Präsident Harry S. Truman entscheidet, die Bombe im Krieg gegen Japan einzusetzen und auf die Stadt Hiroshima abzuwerfen.

## Hintergrund
Im selben Jahr kam mit Fat Man and Little Boy (dt.: Die Schattenmacher) ein Film zum gleichen Thema in die Kinos. In den Hauptrollen waren Paul Newman als General Groves und Dwight Schultz als J. Robert Oppenheimer zu sehen.
Die Bombe hatte seine Uraufführung am 5. März 1989 auf CBS Television.

## Auszeichnungen
- 1989: Emmy Primetime Award als bester Fernsehfilm